# Ex Machina: Меридіан 113
Ex Machina: Меридіан 113 — відеогра, продовження Екшн/RPG «Ex Machina», дія якого розгортається в Північної Америці, що пережила глобальну катастрофу. Вибір вантажівок став ширше, з'явилося нове зброю і деталі до машини, доопрацьована фізика і штучний інтелект, також доданий мультиплеер. Гра отримала декілька нагород як найкращий add-on.

## Сюжет
Головний герой — Бродяга — знаходиться у пошуках напів-міфічного міста Едмонтон. Пошуки заводять його в край під назвою Землі Сема — місце, де все міряється грошима. Там він потрапляє під вплив Сема. Заручившись словом Волоцюги, він вирішує його перевірити - спочатку наказує усунути конкурентів у майбутній гонці, а потім змушує Бурлаку самому сісти за кермо бульдозера — місцевої гоночної машини. А потім починаються справжні завдання. Сем наказує Бродяга розібратися з ситуацією на кордоні його земель, де Бродяга підбирає в останках машин якийсь сувій. Не знаючи, що з ним робити, він везе його Сему. На перевірку сувій виявляється старої кіноплівкою, на якій знятий момент атомного вибуху. Сем загоряється бажанням дістати це «диво-зброю», після чого наказує Бродяга вибратися на розвідку в Нафтові лісу - землі, звідки були родом люди, які привезли плівку. 
У Нафтових лісах Бродяга натикається на стару знайому — одноокий. При виконанні доручень Одноокий, Бродяга зустрічається з легендарним подорожнім Вітром. Порекомендувавши включити маяк. Після включення маяка Вітер зникає, одночасно з'являються дивні роботи (нагадують місяцеходи і комах одночасно). Бажаючи знайти інші сувої, Бродяга пропонує Одноокий евакуювати базу, на яку також насуваються роботи. Прикривши відступаючі вантажівки від наступаючих роботів, Бродяга з жалем зауважує, що одноока встигла все забрати з собою. Герою нічого іншого не залишається, як покінчити з усім Світовим Порядком, добуваючи знання для Сема. 
Повертаючись до Сема, Бродяга бачить все більше і більше роботів. Після прибуття Бурлаки Сем відбирає сувої та сідає за їх вивчення, краєм ока наглядаючи за тим, як Бродяга на танку розбирається з роботами. Після закінчення бою Сем зі своїм найближчим оточенням і волоцюгою відправляється по місту в Ле Канаду — туди, де заховано диво-зброю, туди, де схований Едмонтон. 
Відокремившись від основної групи, Бродяга потрапляє під обстріл загадкової літальної машини. Дивом від неї врятувавшись, Бродяга зустрічає перших жителів дивною місцевості. Попутно з пошуком Зброї древніх бродяга допомагає місцевим очистити фабрику від роботів і з жалем дізнається, що місто Едмонтон, який він так довго шукав, зруйнований роботами. 
Одержимий помстою за руйнування міста його мрії, Бродяга прямує туди, звідки прийшли роботи. Там він допомагає Механіку відбитися від роботів, і дізнається, що у того є план — як знищити фабрику їх виробляє: він створив із запчастин одномісного робота, який може проникнути на фабрику під виглядом свого, але для цього йому потрібні деякі запчастини. Після знищення заводу роботів належить сутичка з Емісаром Оракула, який не захотів просто так залишити знищення його заводу, і його літаючої машиною. Розправившись з Емісаром Бродяга знаходить запис, яка була посланням—звітом для Оракула. У ньому розповідається про результати пошуку якоїсь Літаючої Тарілки впала в тих місцях у 1974 році. Пошуки зустріли перешкоди у вигляді невіри місцевих в літаючі тарілки, в результаті чого довелося розгорнути великі загарбницькі заходи. І все ж таки була знайдена інформація про те, що тарілка знаходиться десь в районі Земель Сема, в Ангарі № 17. Також в записі йдеться про те що був захоплений місцевий, побажав співпрацювати. Їм надається Сем, він переконує емісара дати зброю і машини, в обмін він допоможе з пошуками тарілки. Емісар погоджується, при цьому Сем переконує його що якщо вдасться випадок Бурлаку потрібно буде вбити так як він буде заважати. 
Вирішивши мстити тепер вже Сему, Бродяга відправляється в погоню за ним. Міст через Велику річку, через який він потрапив в Ле Канаду виявляється підірваний. Порадившись з Механіком, Бродяга дізнався про Пором, про який говорив Вітер і переправляється на ньому...

## Світ гри
Світ гри багатий і різноманітний. Незважаючи на постапокаліптичне оточення, гра не має похмурою атмосферою.
Унікальна перший локація, в яку потрапляє гравець. Центром Земель Сема вважається місто Велика Голова — найбільший і добре озброєний місто на милі навколо. Місто являє собою верхню половину Статуї Свободи.
Як і в Ex Machina, в «Меридіані 113» багато «великодніх яєць». Протягом гри можна зустріти згадки про десятки персонажів фільмів, ігор і книг, відвідати міста з цікавими і просто кумедними назвами.
Сюжет рясніє крутими поворотами, постійно здається, що фінал гри вже майже близький, але черговий поворот ще більше заплутує і збиває з курсу

## Герої
- Бродяга — головний герой. Роз'їжджає по світу в пошуках Едмонтона - міста-мрії - на старенькому скаути, в багажнику якого лежить незрозуміло де знайдена біта. Піде на все заради особистих інтересів. Погоджується на службу у Сема, хоча не відчуває до останнього теплих почуттів.

- Сем — хитрий, неабиякий правитель зі своєрідним почуттям гумору. Є єдиним і довічним правителем Земель Сема. Образ персонажа навіяний Дядею Семом, символом Америки.

- Емісар - головний герой оригінальної гри. У «Меридіані 113» передбачається, що гравець вибрав бік Оракула, знищивши базу Ньєрі в Європі. Пізніше Оракул посилає його за океан, знайти ще одну тарілку інопланетян. Тут-то і перетинаються інтереси нового і старого головних героїв.

- Одноока — стара знайома Бродяги. Мріяла оселитися в затишному будиночку на пагорбі.

- Капітан Амеріго — зрадник, можливо замішаний у викраденні сувоїв, знайдених волоцюгою.

- Вітер — легендарний мандрівник «і таке інше» (Бродяга). На своєму неквапливому автомобілі борознить простори світу. Він перший, хто говорить Бродяга про обхідний шлях в Ле Канаду. Як потрапив у полон до розбійників, невідомо.

## Рецензії
Найбільший російський портал ігор Absolute Games поставив грі 72%. Оглядачі відзначили хорошу графіку та ігровий процес. До недоліків були віднесені слабо розвинений процес битв. Вердикт: «Targem Games та "Буку" варто було б наситити ідеями аддона оригінальну Ex Machina і випустити сьогодення" золоте видання". А так "Меридіан 113", якого вистачає на два укусу, лише дратує».